# Software 2000
Software 2000 – niemiecki producent oraz wydawca gier komputerowych z siedzibą w Eutin, działający w latach 1987–2002.

## Historia
Software 2000 powstało w 1987 w Plön (w późniejszym czasie, siedziba została przeniesiona do Eutin) w Szlezwik-Holsztyn przez braci Andreasa i Marca Wardenga.
Po debiucie, jakim było wydanie Holiday Maker, studio dało się poznać na rynku komputerów domowych jako wydawca przygodowych gier point-and-click produkcji innych niemieckich developerów, tj. PM Entertainment (później Phoenics), Weltenschmiede, czy CyberVision, oferowanych na lokalnym rynku pod serią Artventure oraz gier symulacyjnych (seria Simulation), w tym serii Bundesliga Manager.
W 1990 r. Software 2000 wydało grę Bundesliga Manager autorstwa KRON Simulation Software (KRON to skrót od nazwisk członków założycieli studia – Wernera Krahe i Jensa Onnena). Tytuł ten był grą symulacyjną o tematyce sportowej osadzoną w niemieckiej Bundeslidze, gdzie gracz wciela się w menadżera zarządzającego drużyną piłkarską, którego głównym celem jest doprowadzenie swoich podopiecznych do Pierwszej Ligi. Gra ta okazała się ogromnym sukcesem dla wydawcy, który rok później dostarczył graczom, sequel z dopiskiem Professional.
Dalszym rozwojem firmy było rozpoczęcie ekspansji na rynki zagraniczne, zapoczątkowanej wydaniem w 1992 r. gry The Manager – identycznej pod względem mechaniki i grafiki do Bundesligi Manager Professional z tą różnicą, że tutaj gracz zarządzał drużyną angielską.
W międzyczasie, Software 2000 zaczęło stawiać dalsze kroki w produkcji tytułów własnych, specjalizując się w symulacjach, m.in. Der Baulöwe, Space Marines: Der stählerne Kaiser, Christoph Kolumbus, Der Reeder, Talisman (dwie z nich zostały wydane także za granicą).
Jednak przełomem w historii niemieckiego wydawcy stało się przejście ojców Bundesligi – Wernera Krahe oraz Jensa Onnena do Software 2000, co jednoznaczne wiązało się z przekazaniem pałeczki studiu z Eutin, produkcji kolejnych tytułów z serii, stając się tym samym, odpowiedzialnym za jej dalszy rozwój.
W II połowie lat 90., prócz wydawania na rynek kolejnych części Bundesligi, studio rywalizowało swoim portfolio z innym niemieckim producentem – Ascaronem, który oferował wówczas podobne gatunkowo tytuły oraz rozwijało własne marki, w tym F1 Professional (symulacji wyścigów Formuły 1) oraz Pizza Connection. Pierwsza część Pizza Connection – nie cieszyła się dużym wzięciem na Zachodzie, lecz satysfakcjonująca sprzedaż na rynkach Europy Środkowo-Wschodniej i duża popularność tytułu wśród tamtejszych graczy (w tym polskich) – zachęciło twórców do prac nad drugą częścią, która zadebiutowała 2 lata później.
Niestety, w tym okresie zaczęła być dostrzegalna spadająca jakość gier wydawanych przez tegoż producenta, oraz przestarzała metodyka pracy nad grami, gdzie nad jednym tytułem pracowała mała grupa osób. Pierwszą oznaką takiego stanu rzeczy była premiera Bundesligi Manager 97 – w dniu premiery tytuł był dotknięty licznymi bugami. Firma tłumaczyła się, że „przypadkowo ktoś wysłał złą wersję finalnego programu do tłoczni”, lecz zamiast podjąć się wymiany felernych płyt z grą na te właściwie działające – postanowiła stworzyć serię patchy do gry. Kolejna część Bundesligi, choć została usprawniona w stosunku do poprzednika, nie poprawiła reputacji marki wśród fanów serii.
Po wydaniu BM98, z firmy odeszli ojcowie BM – niezadowoleni z kierunku, w jakim podąża wykreowana przez nich seria, postanowili założyć wraz z członkami dawnego Kron Software, nowe studio, heart-line Software GmbH, gdzie zaczęli rozwijać serię Kicker.
Kolejne projekty Software 2000, w tym gradaptacje popularnej opery mydlanej Gute Zeiten, schlechte Zeiten odznaczały się niską jakością wykonania i nie pozwoliły firmie wyjść z narastających kłopotów finansowych. Dwa ostatnie projekty, w których studio pokładało nadzieje – Pizza Connection 2 oraz Bundesliga Manager X, choć zyskały całkiem pozytywne recenzje wśród krytyków oraz graczy, to rozczarowywały wynikami sprzedaży. Wytłumaczeniem dla zaistniałego stanu rzeczy był odwrót graczy od gier symulacyjnych oraz logicznych (gatunków, które w Niemczech cieszyły się w latach świetności studia, ogromną popularnością) oraz złe kierownictwo niechętne do inwestowania w inne gatunki.
Współzałożyciel Software 2000, Marc Wardenga odszedł z firmy i dołączył do konkurencyjnego cdv Software Entertainment, zaś jego brat Andreas postanowił, wskutek narastających długów firmy, złożyć 1 lutego 2002 r. wniosek o niewypłacalności studia, pozostawiając bez pracy 11 pracowników.

## Serie wydawnicze

### Do I poł. lat 90. (na rynek lokalny)
- Artventure[6]
- pierwotnie (w latach 1989–1991 r) Magic Soft[7], potem Logik
- Simulation

### (prawdopodobnie) do końca lat 90. (stan na 1997 r.)[8]
- Fun Edition
- Fun Compilation
- Classic Line
- Junior Software – pod tą marką wydawane były (przez firmę Europress) gry dla najmłodszych oparte na tytułach baśni oraz literaturze dziecięcej. Do nich należą: Alice in Wonderland (Alicja w Krainie Czarów), The Gingerbread Man (Bajka o piernikowym ludziku), Goldilocks and the Three Bears (Złotowłosa i trzy niedźwiadki), Journey to the Center of the Earth (Podróż do wnętrza Ziemi), Rocky and Friends (Rocky, Łoś Superktoś i przyjaciele), Treasure Island (Wyspa skarbów), Tom Sawyer (Przygody Tomka Sawyera), Hunchback of Notre Dame (Dzwonnik z Notre Dame)[9]

### Pod koniec istnienia firmy[10]
- Classic Line

## Wyprodukowane gry[11]

### Jako producent
| Tytuł                                                                      | Rok  | Wydawca                                                 | Platforma                                           |
| -------------------------------------------------------------------------- | ---- | ------------------------------------------------------- | --------------------------------------------------- |
| Cubulus                                                                    | 1991 | Software 2000                                           | Commodore 64, Amiga, DOS                            |
| Kengi                                                                      | 1991 | Software 2000                                           | Amiga, Atari ST, Commodore 64, DOS                  |
| Der Baulöwe                                                                | 1994 | Software 2000                                           | Windows 3.x                                         |
| Christoph Kolumbus (aka Voyages of Discovery/The Exploration)              | 1994 | Software 2000, Black Legend, Interactive Magic          | Amiga, DOS                                          |
| Der Reeder (aka Ocean Trader)                                              | 1995 | Software 2000                                           | Amiga, DOS                                          |
| Space Marines: Der stählerne Kaiser (aka Space Marines: The Steel Emperor) | 1995 | Software 2000                                           | DOS                                                 |
| Talisman                                                                   | 1995 | Software 2000                                           | DOS                                                 |
| Bundesliga Manager 97 (aka Total Football Management)                      | 1996 | Software 2000, Europress Software (w Wielkiej Brytanii) | DOS                                                 |
| F1 Manager 96                                                              | 1996 | Software 2000                                           | DOS                                                 |
| F1 Manager Professional                                                    | 1997 | Software 2000                                           | DOS                                                 |
| Swing (aka Marble Master)                                                  | 1997 | Software 2000                                           | DOS, Microsoft Windows, Game Boy Color, PlayStation |
| Bundesliga Manager 98                                                      | 1998 | Software 2000, Eidos Interactive                        | Microsoft Windows                                   |
| Gute Zeiten, schlechte Zeiten                                              | 1998 | Koch Media                                              | Microsoft Windows                                   |
| Swing Plus: Total Mindcontrol                                              | 1999 | Software 2000                                           | Microsoft Windows                                   |
| Pizza Syndicate (Fast Food Tycoon)                                         | 1999 | Software 2000, Activision Value Publishing, CD Projekt  | Microsoft Windows                                   |
| GZSZ Fun Pack                                                              | 1999 | Software 2000                                           | Microsoft Windows                                   |
| Pizza Syndicate: Mission CD (DLC) (tylko w Niemczech)                      | 1999 | Software 2000                                           | Microsoft Windows                                   |
| GZSZ Quiz                                                                  | 2000 | Software 2000                                           | Microsoft Windows, PlayStation, Game Boy Color      |
| Pizza Connection 2 (Fast Food Tycoon 2)                                    | 2001 | Software 2000, Activision Value Publishing, CD Projekt  | Microsoft Windows                                   |
| Bundesliga Manager X                                                       | 2001 | Software 2000                                           | Microsoft Windows                                   |

### Jako wydawca
| Tytuł                                          | Rok  | Producent                               | Platforma                                |
| ---------------------------------------------- | ---- | --------------------------------------- | ---------------------------------------- |
| Holiday Maker                                  | 1988 | PM Entertainment                        | Amiga, CDTV                              |
| Die Stadt der Löwen                            | 1989 | PM Entertainment                        | Amiga                                    |
| Genius                                         | 1989 | Almisoft                                | Amiga                                    |
| Bundesliga Manager                             | 1989 | KRON Simulation Software                | Amiga, Atari ST, Commodore 64, DOS       |
| Wild West World                                | 1990 | KRON Simulation Software, Software 2000 | Amiga, Atari ST, DOS                     |
| Lettrix                                        | 1990 | Mathias Reichert                        | Amiga, DOS, Commodore 64, CDTV           |
| Titano                                         | 1990 | Hermann Kuntsch                         | Amiga                                    |
| Das Stundenglas                                | 1990 | Weltenschmiede                          | Amiga, Atari ST, DOS                     |
| Build it – Das Bauhaus                         | 1991 | Oliver Kirwa                            | Amiga, Commodore 64                      |
| Bundesliga Manager Professional                | 1991 | KRON Simulation Software                | Amiga, Atari ST, DOS                     |
| Century                                        | 1991 | PM Entertainment                        | Amiga                                    |
| Magic Serpent                                  | 1991 | Thomas Beckmann                         | Amiga, Commodore 64                      |
| The Manager                                    | 1991 | KRON Simulation Software                | Amiga, DOS                               |
| Shiftrix                                       | 1991 | Mathias Richter                         | Amiga, Atari ST, Commodore 64, DOS, CDTV |
| Die Kathedrale                                 | 1992 | Weltenschmiede                          | Amiga, DOS                               |
| Hexuma – Das Auge des Kal                      | 1992 | Weltenschmiede                          | Amiga, DOS                               |
| Der Schatz im Silbersee                        | 1993 | Linel/CyberVision                       | Amiga (wyłącznie demo), DOS              |
| Jonathan                                       | 1993 | Phoenics                                | Amiga, DOS                               |
| Eishockey Manager                              | 1993 | KRON Simulation Software                | Amiga, DOS                               |
| Death or Glory                                 | 1993 | First Step                              | Amiga, DOS                               |
| Die Höhlenwelt Saga: Der leuchtende Kristall   | 1994 | Weltenschmiede, Proline Software GmbH   | DOS                                      |
| Bundesliga Manager Hattrick (Football Limited) | 1994 | KRON Simulation Software                | Amiga, DOS                               |
| Pizza Connection (Pizza Tycoon)                | 1994 | Cybernetic Corporation                  | Amiga, DOS                               |
| Archibald Applebrook’s Abenteuer               | 1995 | Weltenschmiede                          | DOS                                      |
| Apache                                         | 1995 | Digital Integration                     | DOS, Macintosh, Microsoft Windows        |
| Destiny                                        | 1996 | Dagger Interactive Technologies         | Microsoft Windows                        |
| Total Control                                  | 1996 | Doka                                    | DOS                                      |
| Network Q RAC Rally Championship               | 1996 | Magnetic Fields                         | DOS                                      |
| Capitalism                                     | 1996 | Enlight Software                        | DOS, Macintosh                           |
| Alarm für Cobra 11: Die Autobahnpolizei        | 1997 | Pixel Factory                           | Macintosh, Windows 3.x                   |
| Montezuma’s Return                             | 1997 | Utopia Technologies                     | DOS, Microsoft Windows                   |
| Clash                                          | 1998 | Leryx Longsoft                          | DOS, Microsoft Windows                   |
| Flying Saucer                                  | 1998 | PostLinear Entertainment                | Microsoft Windows                        |
| Corum II: Dark Lord                            | 1998 | Hicom Entertainment                     | Microsoft Windows                        |